# Nazionale maschile di hockey su ghiaccio della Nuova Zelanda
La nazionale di hockey su ghiaccio maschile della Nuova Zelanda è controllata dalla Federazione di hockey su ghiaccio della Nuova Zelanda, la federazione neozelandese di hockey su ghiaccio, ed è la selezione che rappresenta la Nuova Zelanda nelle competizioni internazionali di questo sport.